# Nunciatura apostólica en Estados Unidos

Bandera de la Ciudad de Vaticano

La Nunciatura Apostólica de la Santa Sede en Estados Unidos es la misión diplomática de la Santa Sede en los Estados Unidos. Está localizado en 3339 Avenida Massachusetts Noroeste, Washington D. C., en Embassy Row. El actual Nuncio Apostólico es el Arzobispo Christophe Pierre, quién fue nombrado por el Papa Francisco el 12 de abril de 2016.
La Nunciatura Apostólica en los Estados Unidos de América es una oficina eclesiástica de la Iglesia católica en los Estados Unidos, con el rango de una embajada. El nuncio sirve como el embajador de la Santa Sede ante el Presidente de los Estados Unidos, y como delegado y punto-de-contacto entre la jerarquía católica en los Estados Unidos y el Papa (como cabeza de la iglesia). Históricamente los nuncios de los Estados Unidos a menudo han sido elevados al rango de Cardenal en consistorio poco después de su servicio.
La Nunciatura Apostólica es un centro administrativo de la Iglesia católica en los Estados Unidos. Todas las comunicaciones de la Conferencia de Estados Unidos de Obispos católicos y las diócesis en los Estados Unidos a la Santa Sede pasan a través de la nunciatura. El nuncio también llena una función central en el nombramiento de obispos en el país, y es el oficial responsable para hacer el anuncio de un nombramiento episcopal.

## Historia
La Delegación Apostólica en los Estados Unidos fue establecida el 24 de enero de 1893, con sede en Washington D. C., y estaba encabezada por un delegado apostólico. Esta iniciativa respondió a los esfuerzos de la Santa Sede por establecer una vía de comunicación entre el papa León XIII y el presidente Benjamin Harrison. El delegado apostólico es un representante eclesiástico de la Santa Sede ante la Iglesia católica local, sin funciones diplomáticas oficiales ante el Estado receptor. Debido a que el gobierno estadounidense no reconocía al delegado como representante diplomático, la Santa Sede tenía mayor libertad para designar a la persona que ocuparía el cargo, e incluso, en ciertos periodos, llegaron a estar activos dos delegados simultáneamente.
Generalmente, la Santa Sede nombra un pro-nuncio —en lugar de un delegado— como paso previo al establecimiento de relaciones diplomáticas formales. Las relaciones diplomáticas entre los Estados Unidos y la Santa Sede se formalizaron el 10 de enero de 1984, en parte gracias a la estrecha relación entre el papa Juan Pablo II y el presidente Ronald Reagan, y al día siguiente, la Delegación Apostólica fue elevada al rango de nunciatura apostólica. A pesar de ello, el representante pontificio conservó el título de pro-nuncio, ya que en ese momento el Vaticano solo confería el título de nuncio a los embajadores que ocupaban el decanato del cuerpo diplomático en su país de destino. A partir de 1990–1991, la Santa Sede comenzó discretamente a utilizar el título de nuncio para todos sus nuevos embajadores, independientemente de si eran decanos diplomáticos, aunque los pro-nuncios previamente nombrados conservaron su título.
Al momento de su fundación en 1893, la Delegación Apostólica tuvo su sede provisional en la Universidad Católica de América. A partir de 1894, se trasladó a una fila de casas de época anterior a la Guerra Civil situadas al norte del Capitolio. En 1907, se mudó a un edificio construido especialmente para tal fin, ubicado en el 1811 de Biltmore Street NW, diseñado en 1905 por el arquitecto Albert Olszewski Von Herbulis (el edificio fue demolido en 1973). En 1931, se adquirió el actual terreno de la nunciatura en Massachusetts Avenue por $223,000, y en 1937 se completó la construcción del nuevo complejo por un costo de $550,000. Diseñado por Frederick V. Murphy, el edificio —inspirado en un palacio romano— cuenta con tres plantas que incluyen la cancillería, oficinas y áreas residenciales. Su arquitectura incorpora piedra caliza y elementos del estilo Art Decó.
La nunciatura también alberga al personal del observador permanente de la Santa Sede ante la Organización de los Estados Americanos (OEA), cuya sede se encuentra en Washington D. C.

## Personal
El personal de la nunciatura incluye el observador permanente y alternativo a la Organización de Estados americanos, dados que el OAS, la sede es en Washington.

## Delegado Apostólico
La Santa Sede no tuvo relaciones oficiales con los Estados Unidos y su misión estaba al mando de un delegado apostólico que no tenía rango de embajador. Hubo ocasiones en que dos delegados oficiales sirvieron al mismo tiempo.
1. Francesco Satolli, 14 de enero de 1893 – 1896
2. Sebastiano Martinelli, O.S.A., 18 de abril de 1896 – 1902
3. Diomede Falconio, OFM, 30 de septiembre de 1902 – 1911
4. Giovanni Bonzano, 2 de febrero de 1912 – 11 de diciembre de 1922
5. Pietro Fumasoni Biondi, 14 de diciembre de 1922 – 16 de marzo de 1933
6. Amleto Giovanni Cicognani, 17 de marzo de 1933 - 14 de noviembre de 1959
7. Egidio Vagnozzi, 16 de diciembre de 1958 – 13 de enero de 1968
8. Luigi Raimondi, 30 de junio de 1967 – 21 de marzo de 1973
9. Jean Jadot, 23 de mayo de 1973 – 27 de junio de 1980
10. Pio Laghi, 10 de diciembre de 1980 – 9 de enero de 1984

## Pro-Nuncio Apostólico
El primer Pro-Nuncio Apostólico en Estados Unidos, Arzobispo (Cardenal más tarde) Pio Laghi, presentó sus credenciales como Embajador de la Santa Sede en los Estados Unidos en 1984 después de que la Santa Sede y los Estados Unidos establecieran plenas relaciones diplomáticas. Su título era pro-nuncio porque en ese tiempo el Vaticano daba el título de nuncio únicamente a sus embajadores, quienes ostentaban el rango de decano del cuerpo diplomático en un país.
1. Pio Laghi, 26 de marzo de 1984 – 6 de abril de 1990
2. Agostino Cacciavillan, 13 de junio de 1990 – 5 de noviembre de 1998

## Nuncio Apostólico
En 1990 y 1991 el Vaticano tranquilamente empezó para utilizar el título de nuncio en vez de pro-nuncio para sus embajadores quién no fueran los decanos del cuerpo diplomático de un país, pero retenían el título pro-nuncio todo aquellos ya nombrados. En 1998, cuando el Presidente Bill Clinton aceptó las credenciales del Arzobispo Gabriel Montalvo Higuera como el tercer embajador de Vaticano en los Estados Unidos, con el título de Nuncio apostólico. Desde 1993 el anuario oficial del Vaticano, el Anuario Pontificio, ha incluido un asterisco detrás del título de aquellos nuncios "che (per ora) non sono Decani del Corpo Diplomatico" – "que (por ahora) no es decano del cuerpo diplomático."
1. Gabriel Montalvo Higuera, 7 de diciembre de 1998 – 17 de diciembre de 2005
2. Pietro Sambi, 17 de diciembre de 2005 – 27 de julio de 2011
3. Carlo Maria Viganò 19 de octubre de 2011 – 12 de abril de 2016
4. Christophe Pierre 12 de abril de 2016 -